# Coppa del Portogallo 2023-2024 (hockey su pista)
La Coppa del Portogallo 2023-2024 è stata la 51ª edizione della principale coppa nazionale portoghese di hockey su pista. La competizione è iniziata l'11 novembre 2023 e si è conclusa con la disputa delle final four presso il Pavilhão Municipal a Barcelos dal 27 al 28 aprile 2024.
A vincere il trofeo è stato il Porto per la diciannovesima volta sconfiggendo in finale il Barcelos.

## Regolamento
In questa stagione il regolamento è lo stesso dell'edizione precedente. Ai primi tre turni prendono parte le formazioni della 3ª e 2ª Divisão. Dai sedicesimi di finale sono ammesse le squadre di 1ª Divisão.

## Risultati

### Fase finale

#### Ottavi di finale
| Squadra 1        | Risultato | Squadra 2         |
| ---------------- | --------- | ----------------- |
| 17 febbraio 2024 |           |                   |
| Sanjoanense      | 1 - 3     | Sporting CP       |
| Benfica          | 8 - 5     | Juventude Pacense |
| Candelária       | 5 - 2     | Famalicense       |
| Parede           | 0 - 3     | Barcelos          |
| Alenquer Benfica | 3 - 6     | Sporting Tomar    |
| Turquel          | 1 - 4     | Oliveirense       |
| Espinho          | 7 - 5     | Braga             |
| Riba De Ave      | 2 - 4     | Porto             |

#### Quarti di finale
| Squadra 1     | Risultato | Squadra 2      |
| ------------- | --------- | -------------- |
| 17 marzo 2024 |           |                |
| Oliveirense   | 5 - 1     | Sporting CP    |
| Espinho       | 0 - 11    | Barcelos       |
| Porto         | 6 - 2     | Sporting Tomar |
| Candelária    | 1 - 7     | Benfica        |

#### Final four
La Final four del torneo si è disputata a Barcelos dal 27 al 28 aprile 2024.
|  | Semifinali  | Semifinali  | Semifinali |          |       | Finale | Finale | Finale |  |
|  |             |             |            |          |       |        |        |        |  |
|  | Porto       | Porto       | 4          |          |       |        |        |        |  |
|  | Porto       | Porto       | 4          |          |       |        |        |        |  |
|  | Oliveirense | Oliveirense | 3          |          |       |        |        |        |  |
|  | Oliveirense | Oliveirense | 3          |          | Porto | Porto  | 3      |        |  |
|  |             |             |            |          | Porto | Porto  | 3      |        |  |
|  |             |             | Barcelos   | Barcelos | 2     |        |        |        |  |
|  | Benfica     | Benfica     | Barcelos   | Barcelos | 2     | 3      |        |        |  |
|  | Benfica     | Benfica     |            |          |       |        |        |        |  |
|  | Barcelos    | Barcelos    | 4          |          |       |        |        |        |  |